# Bolesław Hryniewiecki

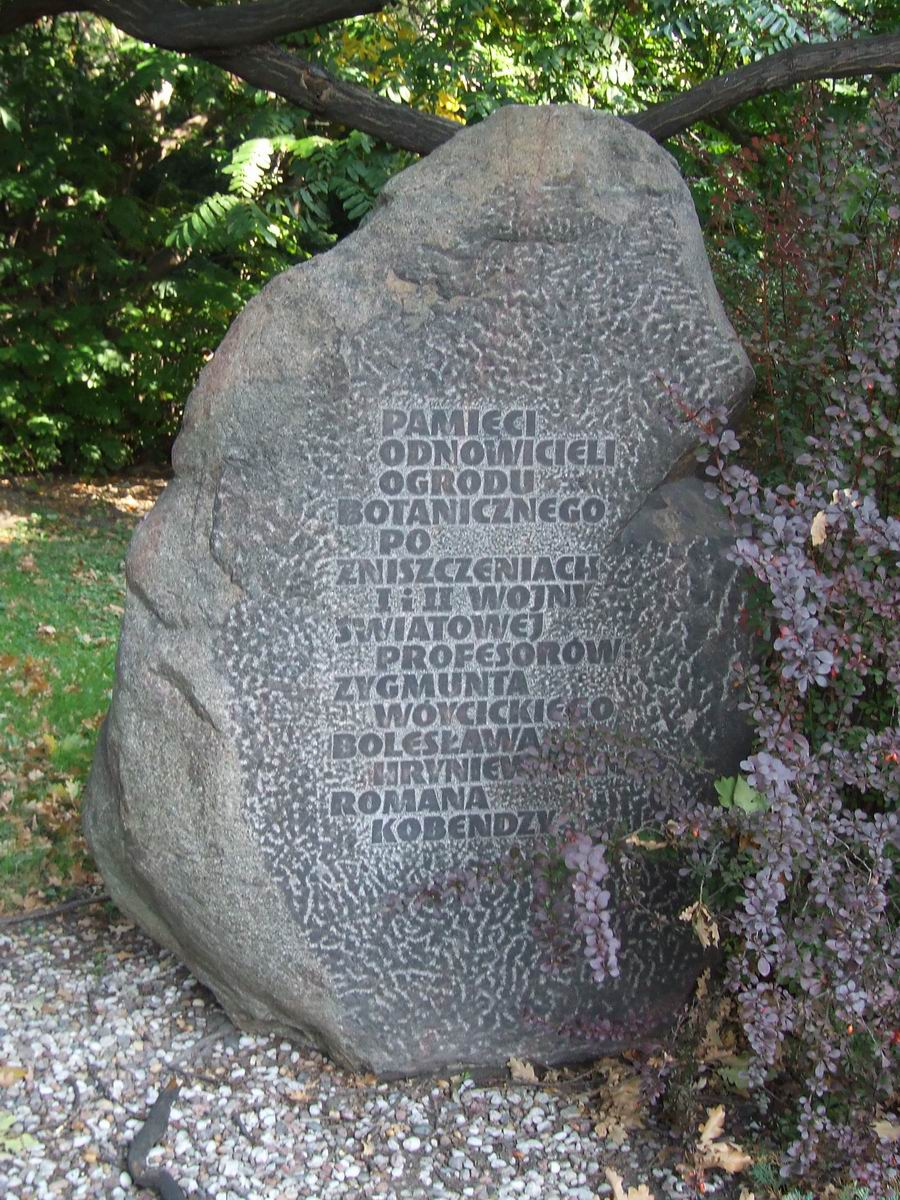
Obelisk w Ogrodzie Botanicznym UW upamiętniający pracę Bolesława Hryniewieckiego

Bolesław Leon Hryniewiecki (ur. 20 lutego 1875 w Międzyrzecu Podlaskim, zm. 13 lutego 1963 w Brwinowie) – polski botanik, historyk botaniki i pedagog.

## Życiorys
W 1892 r. ukończył rosyjskie Gimnazjum Męskie w Lublinie i rozpoczął studia przyrodnicze na Cesarskim Uniwersytecie Warszawskim. W 1894 r. za udział w manifestacji ku czci Jana Kilińskiego został usunięty z uczelni, uwięziony i wywieziony w głąb Rosji, do guberni tulskiej. Objęty amnestią, trafił do Dorpatu, gdzie ukończył studia matematyczno przyrodnicze. Działał w organizacjach patriotycznych (takich jak m.in. Koło Młodzieży Polskiej). W 1904 r. uzyskał tytuł docenta botaniki. W latach 1914–1919 był dyrektorem ogrodu botanicznego w Odessie, od 1915 r. jako profesor. Tam działał w instytucjach polonijnych, jak Polska Macierz Szkolna czy Dom Polski, przewodnicząc Radzie Organizacji Polskich w Odessie. Poczynając od roku 1900 odbył szereg podróży naukowo-badawczych na Ural, Kaukaz i do Armenii.
W 1919 r. wrócił do Warszawy i został profesorem systematyki i geografii roślin na Uniwersytecie Warszawskim oraz dyrektorem ogrodu botanicznego. W kadencji 1926/1927 był rektorem UW.
II wojnę światową przeżył w Brwinowie. Ogród Botaniczny UW był wówczas zamknięty. Po wojnie wrócił na uczelnię, gdzie wykładał do roku 1957, a na emeryturę odszedł w roku 1960.
Od 1921 r. był członkiem korespondentem Polskiej Akademii Umiejętności; współpracownikiem (od 1931 członek) Komisji Fizjograficznej PAU; członkiem (od 1931) Komisji Historii Medycyny i Nauk Matematyczno-Przyrodniczych PAU i (od 1950) Komisji Nauk Rolniczo-Leśnych PAU.
Był jednym z założycieli i wieloletnim prezesem oraz członkiem honorowym Polskiego Towarzystwa Botanicznego, a także Ligi Ochrony Przyrody (od 1929 r. prezes). Był redaktorem „Archiwum Nauk Biologicznych” i „Planta Polonica”.
W 1952 r. został członkiem tytularnym, a w 1957 r. członkiem rzeczywistym PAN.
Znany był jako znakomity pedagog łączący zainteresowania botaniczne z humanistycznymi. Był jednym z pionierów i wybitnych działaczy ochrony przyrody w Polsce oraz przyczynił się do utworzenia parków narodowych – tatrzańskiego i świętokrzyskiego.
Zmarł w Brwinowie. Spoczął na cmentarzu Powązkowskim (kwatera 150-6-32).

## Ordery i odznaczenia
- Krzyż Komandorski Orderu Odrodzenia Polski (8 listopada 1930)[5][6]
- Krzyż Niepodległości (19 grudnia 1933)[7]
- Krzyż Oficerski Orderu Odrodzenia Polski (20 września 1951)[8]
- Złoty Krzyż Zasługi (9 stycznia 1947)[9]

- Komandor Orderu Świętego Sawy (Jugosławia)[5]
- Oficer Orderu Legii Honorowej (Francja)[5]
- Order Krzyża Orła III klasy (Estonia, 1932)[10]
- Order Krzyża Białego Związku Obrony III klasy (Estonia)[5]

## Upamiętnienie
Pracę Bolesława Hryniewieckiego upamiętnia obelisk w Ogrodzie Botanicznym UW.

## Życie prywatne
Żonaty z Janiną z Koźniewskich, ojciec Jerzego Hryniewieckiego.

## Dorobek naukowy
- Zielnik i muzeum botaniczne. Wskazówki praktyczne: jak zbierać, preparować, konserwować, oznaczać rośliny i układać zbiory botaniczne. 1922, Kraków.
- Precis de l'histoire de la botanique en Pologne (1933).
- Zarys flory Litwy (1933).
- Projekt Stefana de Rieule'a stworzenia w Warszawie Muzeum Przyrodniczego w wieku XVIII. Wiadomości Muzeum Ziemi, t. III, 1943, Warszawa.
- Pierwsze pomysły Muzeum Przyrodniczego w Polsce. Sztuka i Nauka, t. I, 1945, Warszawa.
- Zarys dziejów botaniki. 1949.
- Owoce i nasiona. 1952.
- Adam Mickiewicz a flora Litwy – rozprawa popularnonaukowa.

I wiele innych prac z systematyki i geografii roślin, ochrony przyrody, historii botaniki, anatomii i fizjologii roślin, jak również artykułów popularnonaukowych.